# Llangeitho
Llangeitho est un village et une communauté du Ceredigion, au pays de Galles.

## Géographie
Llangeitho est situé dans le centre du Ceredigion, à une dizaine de kilomètres au nord de la ville de Lampeter, dans la vallée de l'Aeron (en). Outre Llangeitho même, la communauté comprend les villages de Betws Leucu (cy) et Penuwch (en).

## Démographie
Au recensement de 2011, la communauté de Llangeitho comptait 819 habitants.